# Atari 5200
De Atari 5200 is een spelcomputer die in 1982 door Atari is geïntroduceerd. Het werd ontwikkeld om met de Mattel Intellivision te concurreren, maar het concurreerde ook met de ColecoVision dat kort na de introductie van de Atari 5200 werd gelanceerd. Op sommige punten was het zowel in technologisch als in kostenefficiëntie opzicht superieur aan, om het even welke, elke andere verkrijgbare spelcomputers.
Atari 5200 was in essentie een Atari 400-computer zonder toetsenbord. Een krachtig en bewezen ontwerp dat Atari snel op de markt kon brengen. Het systeem beschikte over vele innovaties, zoals de eerste automatische tv-omschakelaar die het mogelijk maakte om automatisch over te schakelen van het reguliere televisiekijken naar het spelcomputersignaal zodra het systeem werd geactiveerd.
De initiële versie beschikte over vier aansluitpunten voor spelbesturingsapparaten waar alle andere systemen over slechts twee aansluitpunten beschikten. Het beschikte verder over een revolutionair nieuw spelbesturingsmechanisme met een analoge joystick, een numeriek toetsenbord, twee vuurknoppen aan beide zijden van het besturingsmechanisme en spelfunctietoetsen voor Start, Pause en Reset.
Het ongebruikelijke ontwerp van de analoge joystick dat een zacht rubberen koker gebruikte in plaats van springveren om voor centratie te zorgen bleken weinig profijtelijk en onbetrouwbaar te zijn, dat vele consumenten deed vervreemden van het systeem. De joysticks werden al snel de achilleshiel van het systeem. door hun combinatie van een overgecompliceerd mechanisch ontwerp met een intern flex kringsysteem van zeer lage kosten.
De Atari 5200 leed ook onder de softwareincompatibiliteit met de Atari 2600. Hoewel later in 1983 een adapter werd geïntroduceerd die het mogelijk maakte om alle Atari 2600-spellen te spelen en ook de meer betrouwbare spelbesturingscontrollers van dat systeem nu met de 5200 konden worden gebruikt.
Een ander probleem was het gebrek aan aandacht dat Atari aan de spelcomputer gaf. Het grootste deel van de middelen gingen naar reeds oververzadigde Atari 2600.
Terwijl de 5200 een sterke cultus bereikt met een bibliotheek van spellen van uitstekende kwaliteit moest het, een met veel tegenwind gepaarde, slag leveren met de op voorsprong liggende ColecoVision en een haperende economie. Maar de vraag welk systeem superieur was, bleef onbeslist.
De CEO's van beide bedrijven werden motivatiesprekers toen de spelmarkt in 1983 ineenstortte en beide in volle bloei verkerende systemen definitief de das om deed.

## Technische specificaties
- Processor
  - een aangepaste 6502C met een kloksnelheid van 1,79 MHz (geen 65c02)
  - ANTIC Video Display Controller.
  - Ondersteunende hardware: 2 aangepaste VLSI-chips.
- Geheugen
  - RAM: 16 KB (16 KiB)
  - ROM: 32 KB ROM window voor standaard spelcartridges, uitbreidbaar middels bank switching-techniek. 2KB on-board BIOS voor systeemstartup en interruptierouting.
- Weergave
  - maximale schermresolutie: 320×192 beeldpunten, 16 (uit een palet van 256) kleuren per scanlijn. Het palet kan worden veranderd tijdens elke scanlijn die gebruikmaakt van ANTIC-weergave lijstinterrupties, waardoor alle 256 kleuren in één keer worden weergegeven.
  - Weergaveprocessoren: ANTIC en GTIA
- Geluid
  - 4-kanaals geluid via de POKEY-chip die tevens de keyboard scanning afhandelt, seriële I/O, hoge resolutie interruptie capable timers (single cycle accurate) en willekeurige nummergenerering.